# Gare de Chorzew-Siemkowice
 (juillet 2016).
Si vous disposez d'ouvrages ou d'articles de référence ou si vous connaissez des sites web de qualité traitant du thème abordé ici, merci de compléter l'article en donnant les références utiles à sa vérifiabilité et en les liant à la section « Notes et références ».
La gare de Chorzew-Siemkowice  est une gare ferroviaire située sur l' autoroute du charbon polonaise (Cska – gdansk, sopot, gdynia). La station se trouve sur le powiat de Pajęczno dans la voïvodie de Łódź, près des villes de Chorzew et Siemkowice.